# أحمد حياة
أحمد حياة (1 أكتوبر 1977 في باكستان - ) هو لاعب كريكت باكستاني.

## وصلات خارجية
- أحمد حياة على موقع إي آس بي آن كريك إنفو (الإنجليزية)